# Преслав Преславски
Преслав Преславски е български драматичен актьор и театрален деец.

## Биография
Роден е във Варна през 1880 г. През 1895 г., заедно със Стоян Бъчваров и Иван Кожухаров, основава във Варна театрално дружество „Напредък“. През 1919 г. е административен директор на Оперно-драматичната дружба във Варна, а през 1921, 1923 и 1932 г. е ръководител на Варненски общински театър. Секретар е на общоградския комитет за построяването на театрална сграда във Варна. Почива на 18 април 1949 г. във Варна.